# Alberto Azzo II d'Este
Alberto Azzo II d'Este (dit aussi Albertazzo II, par compression du nom), né le 10 juillet 1009 et décédé le 20 août 1097 est un seigneur d'Italie septentrionale appartenant à la lignée des Obertenghi. Il est le premier à être seigneur d’Este, une cité de la province de Padoue, et se trouve à l'origine de la Maison d'Este qui jouera dans les siècles suivants un rôle déterminant dans les équilibres politiques de la péninsule italienne (ducs de Ferrare, de Modène et de Reggio) ; il est l'ancêtre commun des Maisons de Brunswick et de Hanovre, importantes dans l'histoire allemande en Bavière, Saxe ou Hanovre.

## Jeunesse
Issu de la lignée des Obertenghi, Alberto Azzo (dit Albertazzo) hérite à la mort de son père Alberto Azzo I d'Este premier du nom (vers 1026) et de son oncle Ugo (1037), une autorité formelle - mais déjà largement amputée par la montée des pouvoirs ecclésiastiques et communaux - sur la marche de Ligurie orientale, incluant les territoires de Luni, Gênes et Tortone (à l'exclusion du gouvernement de ces deux cités), de Milan et, probablement, des droits de justice sur Monselice. Alors qu'il a 18 ans environ, ces biens lui sont retirés par l'empereur Henri II pour avoir participé, avec son père et ses oncles, à la rébellion d'Arduin d'Ivrée. En 1019 les Obertenghi rentrent en grâce, mais leur éloignement temporaire du pouvoir a permis aux nouvelles forces politiques, municipales et religieuses, d'occuper le terrain dans leurs anciens domaines.
Ne pouvant mener de politique indépendante, il soutient Conrad, puis Henri III. Comte de Lunigiana, il possède des biens stratégiques qui verrouillent les cols de la Cisa et du Bretello, portes d'entrée de la Toscane et de l'Émilie. Comte de Milan, il y apparaît dans un  acte daté de 1045, mais doit, pour y restaurer un semblant d'autorité comtale — alors en déshérence depuis près de 25 ans —, faire face au développement des autonomies communales. Les traces écrites le font apparaître tantôt à Milan, tantôt à Plaisance, tantôt à Arcole, toujours en situation d'arbitrage, selon le souhait de l'autorité impériale qui voit là la possibilité d'affirmer son pouvoir.

## Réseau d'influence

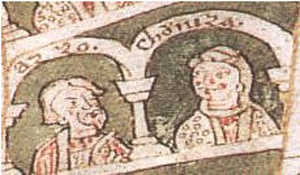
Alberto Azzo II et sa première épouse, Cunégonde d'Altdorf, qui apporte à la famille un lien déterminant avec les ducs de Carinthie et de Bavière.

Entré par intérêt dans l'orbite impériale sous le règne de Conrad II, Albertazzo finit par épouser vers 1034-1036 Cunizza (Cunégonde) d'Altdorf, fille de Welf II, comte d'Altdorf, possesseur d'immenses domaines en Souabe et en Bavière. Cette union sera déterminante pour le destin de sa descendance et le futur de ses possessions. En 1047, son beau-frère Welf III, devient duc de Carinthie et prend ainsi sous sa coupe la marches de Vérone, où Albertazzo possède des biens. À sa mort, il transmet toutes ses possessions à son neveu, Welf, fils d'Albertazzo, qu'il a adopté. Ce dernier prend le nom de Welf IV et donne au réseau familial un poids politique considérable.
Autour de 1050, resté veuf de Cunégonde d'Altdorf, Albertazzo épouse Gersende du Maine, épouse répudiée de Thibaut I, comte de Champagne et fille du comte du Maine (Erberto Svegliacane), vassal de la maison d'Anjou. En 1069, il se rend en France à la demande de la population, pour s'opposer dans le Maine à l’expansionnisme normand. Il rentre en Italie l'année suivante.

## Pendant la querelle des investitures
Après avoir longtemps résidé dans ses possessions de la Lunigiana, des environs de Gênes et de Tortone, à compter de l'année 1073, c'est d'Este, petite cité de Vénétie qui va devenir le berceau de la maison nobiliaire homonyme, que sont datés tous les actes mentionnant Albertazzo.
La même année, l'accession au trône papal de Grégoire VII marque le début de la réforme grégorienne et ouvre la querelle des Investitures qui va poser les fondements de la politique italienne pour les décennies suivantes.
En 1077, présent à Canossa, il participe aux négociations qui aboutissent à l'absolution d'Henri IV. Ce dernier lui confirme ses privilèges, moyennant protestations de loyauté et en qualité de « ditissimus marchio Italiae », au bénéfice futur de ses fils Ugo et Foulques d'Este. Les actes signés à cette occasion indiquent qu'il possède alors des droits sur des terres réparties dans tout le nord de l'Italie : Gavello, Padoue, Ferrare, Vicence, Vérone, Brescia, Crémone, Parme, Luni, Arezzo, Plaisance, Modène, Tortone.
En mars 1080, quand Henri IV est excommunié pour la seconde fois, Albertazzo se range à nouveau contre lui et prend parti pour Mathilde de Toscane. Son fils Ugo, engagé tout d'abord du même côté, changera bientôt de camp, probablement à la suite du dépit suscité par le partage que son père a opéré entre lui et son frère Foulques.

## Mort et succession
Albertazzo décède en 1097. Sa dépouille est vraisemblablement mise en terre au monastère de Vangadizza, dont il était le bienfaiteur de longue date et où est déjà ensevelie sa première épouse Cunégonde d'Altdorf. Sa disparition déclenche entre ses fils Welf IV et Foulques une lutte qui ne prendra fin qu'en 1154, sous Frédéric Barberousse, quand ses possessions italiennes seront concédés aux fils de Foulques par Henri le Lion, duc de Saxe et arrière-petit-fils de Welf IV.

## Descendance
Alberto Azzo a eu un enfant de sa première femme, deux de sa deuxième femme et un de sa maîtresse.
Avec sa première femme Kunigunde (Cunégonde) von Altdorf († av. 1055 ; fille de Welf II, sœur héritière de Welf III et de la Maison des Welf) : 
- Welf Ier de Bavière (Welf IV dans la généalogie des Welf) (-1101)[3]. Adopté par son oncle maternel Welf III d'Altdorf, duc de Carinthie, il hérite de ses possessions. Il est l'ancêtre des Braunschweig (Brunswick), d'où est issue la Maison de Hanovre (dont Victoria).

Avec sa deuxième femme Gersende du Maine :
- Ugo ou Hugues V du Maine[5], mentionné pour la dernière fois en avril 1097 ;
- Foulques d'Este[6], ancêtre des marquis d'Este et le premier à en porter le titre.

Avec sa maîtresse Matilde, sœur de Guglielmo Vescovo, de Padoue et Vedova :
- Une fille, Adelasia, qui épouse Guglielmo I Adelardi[2].

Il est l'ancêtre mâle direct de la Reine Victoria (Reine du Royaume-Uni, des Indes, de l'Australie et du Canada).